# PPARG
PPARG (англ. Peroxisome proliferator activated receptor gamma) – білок, який кодується однойменним геном, розташованим у людей на короткому плечі 3-ї хромосоми.  Довжина поліпептидного ланцюга білка становить 505 амінокислот, а молекулярна маса — 57 620.
| 10         |  | 20         |  | 30         |  | 40         |  | 50         |
| ---------- |  | ---------- |  | ---------- |  | ---------- |  | ---------- |
| MGETLGDSPI |  | DPESDSFTDT |  | LSANISQEMT |  | MVDTEMPFWP |  | TNFGISSVDL |
| SVMEDHSHSF |  | DIKPFTTVDF |  | SSISTPHYED |  | IPFTRTDPVV |  | ADYKYDLKLQ |
| EYQSAIKVEP |  | ASPPYYSEKT |  | QLYNKPHEEP |  | SNSLMAIECR |  | VCGDKASGFH |
| YGVHACEGCK |  | GFFRRTIRLK |  | LIYDRCDLNC |  | RIHKKSRNKC |  | QYCRFQKCLA |
| VGMSHNAIRF |  | GRMPQAEKEK |  | LLAEISSDID |  | QLNPESADLR |  | ALAKHLYDSY |
| IKSFPLTKAK |  | ARAILTGKTT |  | DKSPFVIYDM |  | NSLMMGEDKI |  | KFKHITPLQE |
| QSKEVAIRIF |  | QGCQFRSVEA |  | VQEITEYAKS |  | IPGFVNLDLN |  | DQVTLLKYGV |
| HEIIYTMLAS |  | LMNKDGVLIS |  | EGQGFMTREF |  | LKSLRKPFGD |  | FMEPKFEFAV |
| KFNALELDDS |  | DLAIFIAVII |  | LSGDRPGLLN |  | VKPIEDIQDN |  | LLQALELQLK |
| LNHPESSQLF |  | AKLLQKMTDL |  | RQIVTEHVQL |  | LQVIKKTETD |  | MSLHPLLQEI |
| YKDLY      |  |            |  |            |  |            |  |            |

A: Аланін

C: Цистеїн

D: Аспарагінова кислота

E: Глутамінова кислота

F: Фенілаланін

G: Гліцин

H: Гістидин

I: Ізолейцин

K: Лізин

L: Лейцин

M: Метіонін

N: Аспарагін

P: Пролін

Q: Глутамін

R: Аргінін

S: Серин

T: Треонін

V: Валін

W: Триптофан

Кодований геном білок за функціями належить до рецепторів, активаторів, фосфопротеїнів. 
Задіяний у таких біологічних процесах як транскрипція, регуляція транскрипції, біологічні ритми, поліморфізм, альтернативний сплайсинг. 
Білок має сайт для зв'язування з іонами металів, іоном цинку, ДНК. 
Локалізований у цитоплазмі, ядрі.